# Pirpirituba
Pirpirituba est une ville brésilienne de l'est de l'État de la Paraíba.
Sa population était estimée à 10 232 habitants en 2007. La municipalité s'étend sur 80 km2.